# Municipio de Wayne (condado de Randolph)
El municipio de Wayne (en inglés: Wayne Township) es un municipio ubicado en el condado de Randolph en el estado estadounidense de Indiana. En el año 2010 tenía una población de 4611 habitantes y una densidad poblacional de 44,8 personas por km².

## Geografía
El municipio de Wayne se encuentra ubicado en las coordenadas 40°10′18″N 84°51′21″O / 40.17167, -84.85583. Según la Oficina del Censo de los Estados Unidos, el municipio tiene una superficie total de 102.93 km², de la cual 102,83 km² corresponden a tierra firme y (0,1 %) 0,1 km² es agua.

## Demografía
Según el censo de 2010, había 4611 personas residiendo en el municipio de Wayne. La densidad de población era de 44,8 hab./km². De los 4611 habitantes, el municipio de Wayne estaba compuesto por el 89,79 % blancos, el 0,87 % eran afroamericanos, el 0,22 % eran amerindios, el 0,15 % eran asiáticos, el 7,22 % eran de otras razas y el 1,76 % eran de una mezcla de razas. Del total de la población el 10,11 % eran hispanos o latinos de cualquier raza.